# Chan si gong
Avvolgere il filo di seta (纏絲功 in lingua cinese e trascritto come chan si gong in pinyin) sono un insieme di esercizi della pratica taijiquan pensati per rinvigorire dolcemente il corpo stimolando la circolazione del sangue e le giunture. Hanno questo nome perché consistono in movimenti ripetitivi a spirale con le braccia e le mani che ricordano da vicino quelli di un baco da seta che costruisce il suo bozzolo. Il movimento deve essere continuo e armonioso senza scatti o cambi improvvisi di direzione.
Praticandoli, si apprendono i movimenti di base del taiji che hanno la caratteristica di originarsi dall'interno del corpo per passare alle estremità e viceversa. Padroneggiare questi esercizi è essenziale per progredire rapidamente nella disciplina.
I movimenti nascono dal dantian (il centro di gravità del corpo posto nell'addome, tre dita sotto e due dietro l'ombellico) e seguono lo schema del simbolo dello "Yin e Yang". Iniziano con circoli esterni fino ad aggiungere alle "forme della goccia" (rapidi cambi di direzione pur mantenendo un movimento lento) spostando il peso da una gamba all'altra.
Sono stati codificati 11 esercizi del bozzolo di seta divisi in due categorie.

## Prima tecnica
Rotazione del dantian da destra a sinistra su un asse immaginario passante per l'ombelico e perpendicolare al busto.
1. Zhan Zhuang (palo eretto): esercizi statici che rilassano il corpo e consentono di concentrare la mente ed il corpo sul dantian (esecuzione del maestro Zhu Tian Cai)
2. Zheng Mian Chan Si (Movimento a Spirale con un braccio frontale): pensando al dantian, si sposta il peso da una gamba all'altra in un movimento che guida anche quello delle braccia
3. Heng Kai Bu (Movimento a Spirale con un braccio frontale con passi laterali): a partire dal precedente esercizio, si estende il movimento dei passi, prima a sinistra e poi destra
4. Shuang Shou Chan Si (Movimento a spirale a due mani): altro esercizio semi-stazionario, ma questa volta i movimenti sono eseguiti su entrambi i lati, simultaneamente e lungo direzioni diverse
5. Qian Jin Bu (Movimento a spirale a due mani con passi): esercizio di movimento con passi in avanti
6. Hui Tui Bu (Passi indietro): muovendosi all'indietro, questo esercizio completa i movimenti lungo tutte le direzioni cardinali

## Seconda tecnica
Rotazione del dantian dalla parte frontale del corpo verso quella posteriore. È come se il dantian ruotasse intorno ad un asse passante per i fianchi. È un movimento di apertura e chiusura.
1. Chuan Zhan Chan Si (Movimento a spirale diretto): allena la precisione dei movimenti di braccia e gambe
2. Ce Mein Chan Si (Movimento a spirale con un braccio laterale): allena la mobilità dei polsi e la flessibilità delle gambe
3. Dan Shou Xiao Chan Si (Piccolo Movimento a spirale con una sola mano): allena i movimenti interni della colonna vertebrale e del petto con piccoli movimenti esterni del corpo
4. Shuan Shou Xiao Chan Si (Piccolo movimento a spirale a due mani): maggiore enfasi sui movimenti interni della colonna vertebrale
5. Tui Bu Chan Si (movimento a spirale delle gambe): allena il coordinamento delle gambe con la forza derivante dall'addome e dal petto